# Municipio de Valley Center (condado de Sedgwick)
El municipio de Valley Center (en inglés: Valley Center Township) es un municipio ubicado en el condado de Sedgwick en el estado estadounidense de Kansas. En el año 2010 tenía una población de 4356 habitantes y una densidad poblacional de 46,38 personas por km².

## Geografía
El municipio de Valley Center se encuentra ubicado en las coordenadas 37°51′44″N 97°25′52″O / 37.86222, -97.43111. Según la Oficina del Censo de los Estados Unidos, el municipio tiene una superficie total de 93.93 km², de la cual 93,76 km² corresponden a tierra firme y (0,18 %) 0,17 km² es agua.

## Demografía
Según el censo de 2010, había 4356 personas residiendo en el municipio de Valley Center. La densidad de población era de 46,38 hab./km². De los 4356 habitantes, el municipio de Valley Center estaba compuesto por el 92,95 % blancos, el 1,08 % eran afroamericanos, el 1,03 % eran amerindios, el 0,32 % eran asiáticos, el 2,13 % eran de otras razas y el 2,48 % eran de una mezcla de razas. Del total de la población el 6,45 % eran hispanos o latinos de cualquier raza.